# Krzywe utargów
Krzywe utargów – zależności między utargiem całkowitym, utargiem przeciętnym lub utargiem krańcowym a sprzedażą dobra (produktu), przedstawione graficznie przy użyciu wykresu.
Utarg jest to ilość pieniędzy uzyskana ze sprzedaży dobra. Utarg dzieli się na:
1. utarg całkowity {\displaystyle U_{c},}
2. utarg przeciętny {\displaystyle U_{p},}
3. utarg krańcowy {\displaystyle U_{k}.}

Utarg całkowity to iloczyn sumy sztuk sprzedanego produktu (towaru) {\displaystyle p} na rynku i ceny {\displaystyle c} jednej sztuki tego produktu (towaru):
{\displaystyle U_{c}=p\cdot c,}
gdzie:
{\displaystyle U_{c}} – utarg całkowity,
{\displaystyle p} – suma ilości sprzedanego towaru,
{\displaystyle c} – cena jednej sztuki towaru.
Utarg przeciętny (jednostkowy) to iloraz utargu całkowitego {\displaystyle U_{c}} i sumy sprzedanego produktu (towaru) {\displaystyle p,} czyli jest to cena {\displaystyle c} jednostkowa produktu:
{\displaystyle U_{p}={\frac {U_{c}}{p}}={\frac {c\cdot p}{p}}=c,}
gdzie:
{\displaystyle U_{p}} – utarg przeciętny,
{\displaystyle U_{c}} – utarg całkowity,
{\displaystyle p} – suma ilości sprzedanego towaru,
{\displaystyle c} – cena jednej sztuki towaru.
Utarg krańcowy to zmiana utargu całkowitego {\displaystyle \Delta U_{c},} wynikająca ze wzrostu sprzedaży o jedną sztukę produktu (towaru) {\displaystyle \Delta p{:}}
{\displaystyle U_{k}={\frac {\Delta U_{c}}{\Delta p}},}
gdzie:
{\displaystyle U_{k}} – utarg krańcowy,
{\displaystyle \Delta U_{c}} – zmiana utargu całkowitego,
{\displaystyle \Delta p} – suma wzrostu ilości sprzedanego towaru o jedną sztukę.

## Utarg w warunkach konkurencji doskonałej
W warunkach konkurencji doskonałej jest duża liczba przedsiębiorstw. Jeden producent nie posiada decydującego wpływu na rynku, a tym samym nie może oddziaływać na cenę. W tych warunkach cena jest określona przez popyt i podaż, a indywidualny wytwórca jest cenobiorcą. Przedsiębiorstwo sprzedaje swój produkt po ustalonej na rynku cenie, niezależnie od dostarczonej ilości. Utarg całkowity jest wtedy rosnącą funkcją liniową wytworzonej i sprzedanej ilości towaru, a utarg krańcowy jest stałą funkcją liniową (zakładając, że dziedzina i przeciwdziedzina funkcji to liczby dodatnie) i równa się utargowi przeciętnemu, czyli cenie sprzedaży produktu.
{\displaystyle U_{k}=U_{p}=c.}

## Utarg w warunkach monopolu lub konkurencji niedoskonałej
Przedsiębiorstwo jest wyłącznym dostawcą danego produktu lub ma decydujący udział w ogólnej jego sprzedaży. Utarg całkowity takiego przedsiębiorstwa nie wzrasta proporcjonalnie do sprzedanego towaru. Przedsiębiorca, aby sprzedać więcej, musi obniżyć cenę. Utarg przeciętny (cena), jak również utarg krańcowy, są malejącymi liniowymi funkcjami sprzedawanej ilości towaru, a utarg całkowity to krzywa, która do pewnego momentu nieproporcjonalnie rośnie (utarg całkowity wzrasta szybciej niż sprzedaży), a następnie nieproporcjonalnie maleje (utarg całkowity maleje szybciej niż rośnie sprzedaż). Wpływ zmiany ceny na funkcję utargów całkowitych zależy tu od elastyczności cenowej popytu.
E – elastyczność cenowa popytu
Zależności między utargiem całkowity, przeciętnym i krańcowym w warunkach monopolu lub konkurencji niedoskonałej:
- utarg przeciętny oraz utarg krańcowy wraz ze wzrostem ilości sprzedanych towarów maleją, z tym że utarg krańcowy maleje szybciej niż utarg przeciętny,
- utarg całkowity osiąga wartość zero, w tym samym punkcie co utarg przeciętny {\displaystyle U_{c}=U_{p}=0,}
- utarg całkowity osiąga wartość maksymalną (w punkcie E=1), gdy utarg krańcowy osiąga wartość zero ({\displaystyle U_{c}=\max ,} gdy {\displaystyle U_{k}=0}),
- utarg krańcowy może mieć wartości ujemne (może istnieć {\displaystyle U_{k}<0}).